# Prosopocera lactea
Prosopocera lactea är en skalbaggsart som först beskrevs av Thomson 1857.  Prosopocera lactea ingår i släktet Prosopocera och familjen långhorningar.
Artens utbredningsområde är Senegal. Inga underarter finns listade i Catalogue of Life.